# 第136師団 (日本軍)
第136師団（だいひゃくさんじゅうろくしだん）は、大日本帝国陸軍の師団の一つ。

## 沿革
1945年（昭和20年）に入り、関東軍は南方へ兵力の過半数を引き抜かれていたが満洲居留邦人15万名、在郷軍人25万名を「根こそぎ動員」、さらに中国戦線から4個歩兵師団を戻してなんとか74万人の兵員を調達した。さらに以前関東軍特種演習により本土から輸送させた戦車200輌、航空機200機、火砲1000門も健在であった。
しかし兵員の半数以上は訓練不足、日ソ中立条約違反を想定していなかった関東軍首脳部の混乱、物質不足（砲弾は約1200発ほどで、航空部隊のほとんどが戦闘未経験者。また小銃が行き渡らない兵士だけでも10万名以上）のため事実上の戦力は30万名程度だったといわれている。
同年7月、第136師団は、「根こそぎ動員」の際に満洲で召集された邦人男子のみで編成された。7月31日に海城で編成が完結したが、充足率は約6割で火砲も定数の半分程度という状況であった。第3方面軍の直属として本渓で陣地構築を行った。同年8月9日のソ連対日参戦時には、奉天で陣地構築を行っていたが、戦いを交えることなく停戦した。
第136師団のほか、第134・第135・第137・第138・第139・第148・第149師団が同時に編成された。

## 師団概要

### 歴代師団長
- 中山惇 中将：1945年（昭和20年）7月16日 - 終戦[1]

### 参謀長
- 伊地知季春 大佐：1945年（昭和20年）7月26日 - 終戦[2]

### 最終司令部構成
- 参謀長：伊知地季春大佐

### 最終所属部隊
- 歩兵第371連隊（満洲）：前田瑞穂大佐
- 歩兵第372連隊（満洲）：重松光雄中佐
- 歩兵第373連隊（満洲）：河野桂十郎少佐
- 野砲兵第136連隊
- 工兵第136連隊
- 輜重兵第136連隊
- 第136師団挺進大隊
- 第136師団通信隊